# کریستی سوانسون
کریستی سوانسون (انگلیسی: Kristy Swanson؛ زادهٔ ۱۹ دسامبر ۱۹۶۹) یک هنرپیشه اهل ایالات متحده آمریکا است. وی از سال ۱۹۸۴ میلادی تاکنون مشغول فعالیت بوده‌است.
از فیلم‌ها یا برنامه‌های تلویزیونی که وی در آن نقش داشته‌است می‌توان به بافی قاتل خون‌آشام‌ها، شبح، سیاه‌چاله، نسخه اولیه، بزرگراه به جهنم، رفیق، ماشین من کجاست؟، تعقیب، زیبا در لباس صورتی، طرح، کنترل زمین و آموزش برتر اشاره کرد.